# Philipp Daniel von Hagen

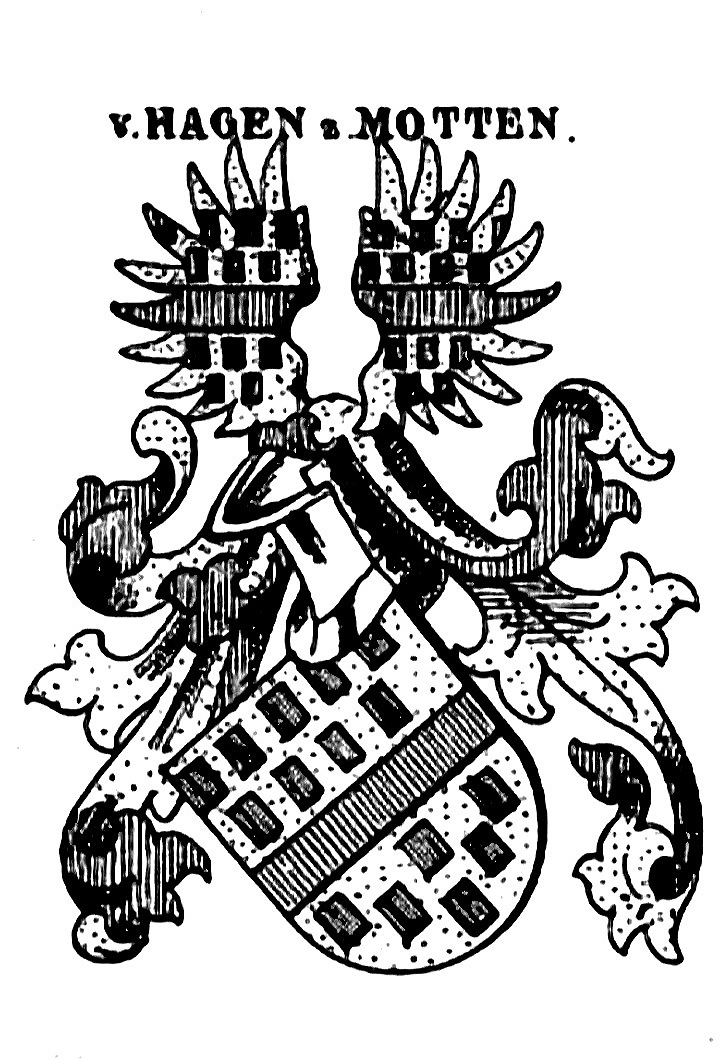
Familienwappen derer von Hagen zur Motten

Philipp Daniel von Hagen zur Motten (* um 1565; † 1634) war ein deutscher Amtmann unter dem Grafen Ludwig II. von Nassau.

## Leben

### Herkunft und Familie
Philipp Daniel von Hagen zur Motten entstammte dem Adelsgeschlecht Hagen zur Motten, das seinen Stammsitz seit 1300 auf dem Schloss La Motte hatte. Er war der Sohn des Johann VI. von Hagen zur Motten (um 1525–1569) und dessen Ehefrau Agnes Schenk von Schmittburg († 1600). Aus seiner Ehe, die er am 6. Juli 1590 in Bingen mit Anna Brömser von Rüdesheim (1567–1614) geschlossen hatte, entstammten sechs Töchter und zwei Söhne, darunter der kurtriertische Amtmann Johann Adam (1595–1655) und der kaiserliche Obrist Johann Nikolaus II. (1600–1633).

### Wirken
Nach dem Tod seines Vaters im Jahre 1569 übernahmen Philipp Wolf von Hagen und Nikolaus Schenk von Schmittburg die Vormundschaft über ihn und seinen Bruder Johann Nikolaus (1559–1622). Über das umfangreiche Besitztum der Familie gab es Meinungsverschiedenheiten, die am 15. Juli 1575 zu einer Erbauseinandersetzung führten. Durch Erbteilung erhielt sein Bruder Johann Nikolaus 1584 die Hälfte des Schlosses La Motte. Am 16. August 1603 kam es zu einer weiteren Erbteilung zwischen den Brüdern.
In den Jahren von 1600 bis 1624 fungierte er als nassauischer Amtmann in Saarbrücken und von 1607 bis 1624 war er Oberamtmann in Kirchheim und Stauf. In dieser Funktion war er der oberste Dienstmann des Landesherrn. Von Hagen war an mindestens drei Hexenprozessen beteiligt. Im Juni 1612 nahm er an der Krönung des Kaisers Matthias in Frankfurt teil und war 1616 Mitglied der lothringischen Landstände. 1623 kam er in den Besitz der Saarbrücker Lehen in Reisweiler.